# Sarria (kommunhuvudort)
Sarria är en kommunhuvudort i Spanien.   Den ligger i provinsen Provincia de Lugo och regionen Galicien, i den nordvästra delen av landet, 400 km nordväst om huvudstaden Madrid. Sarria ligger 422 meter över havet och antalet invånare är 13 508.
Terrängen runt Sarria är huvudsakligen kuperad, men norrut är den platt. Sarria ligger nere i en dal. Runt Sarria är det glesbefolkat, med 14 invånare per kvadratkilometer. Sarria är det största samhället i trakten. Omgivningarna runt Sarria är en mosaik av jordbruksmark och naturlig växtlighet.